# إبراهيم ميرزا
إبراهيم مرزا (بالفارسية: سلطان ابراهیم میرزا صفوی) هو خطاط إيراني، ولد في أبريل 1540، وتوفي في 23 فبراير 1577.

## معرض صور

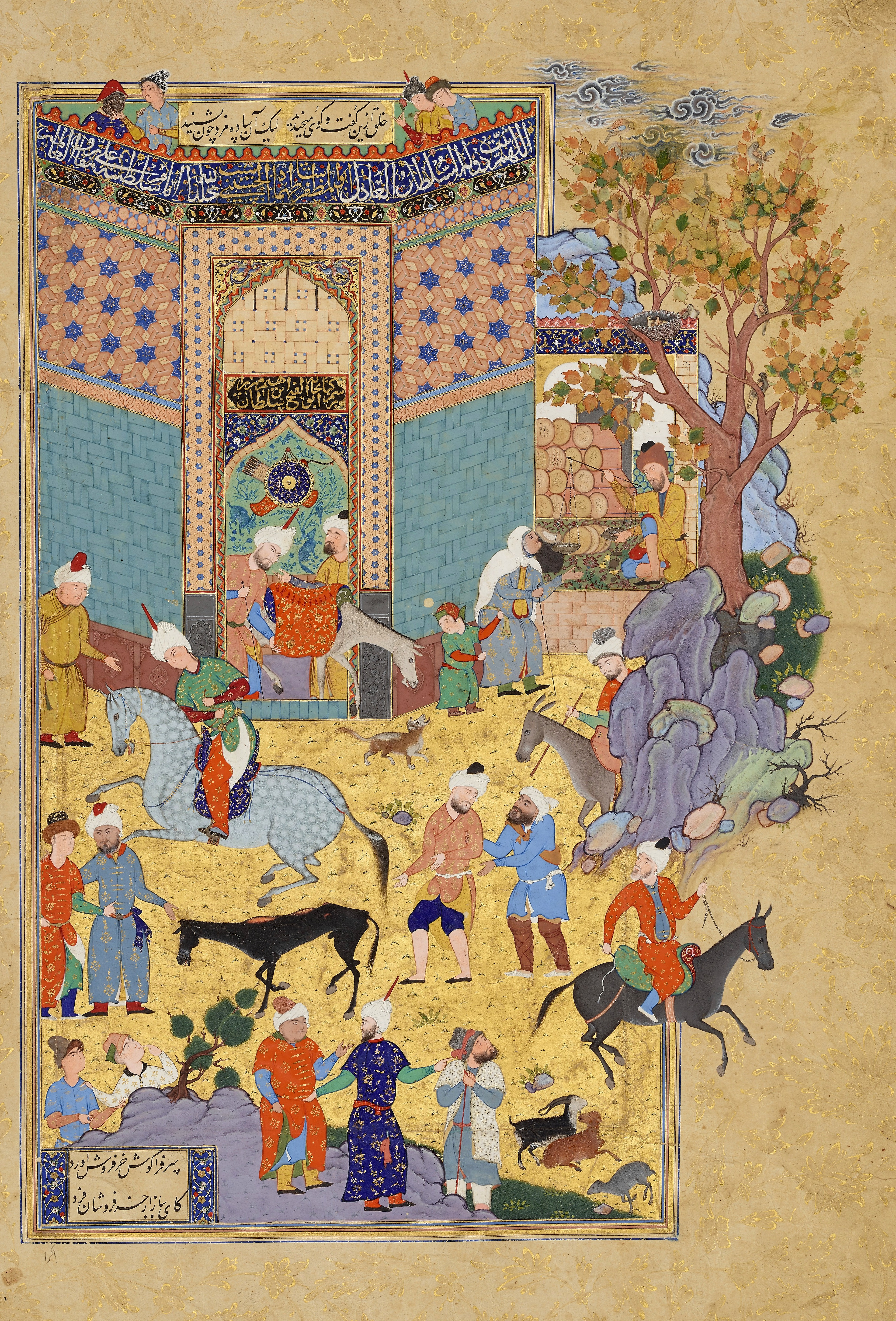
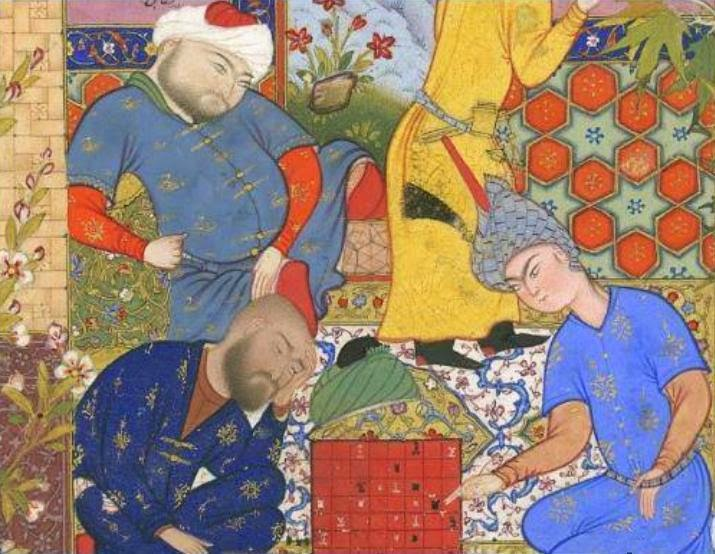
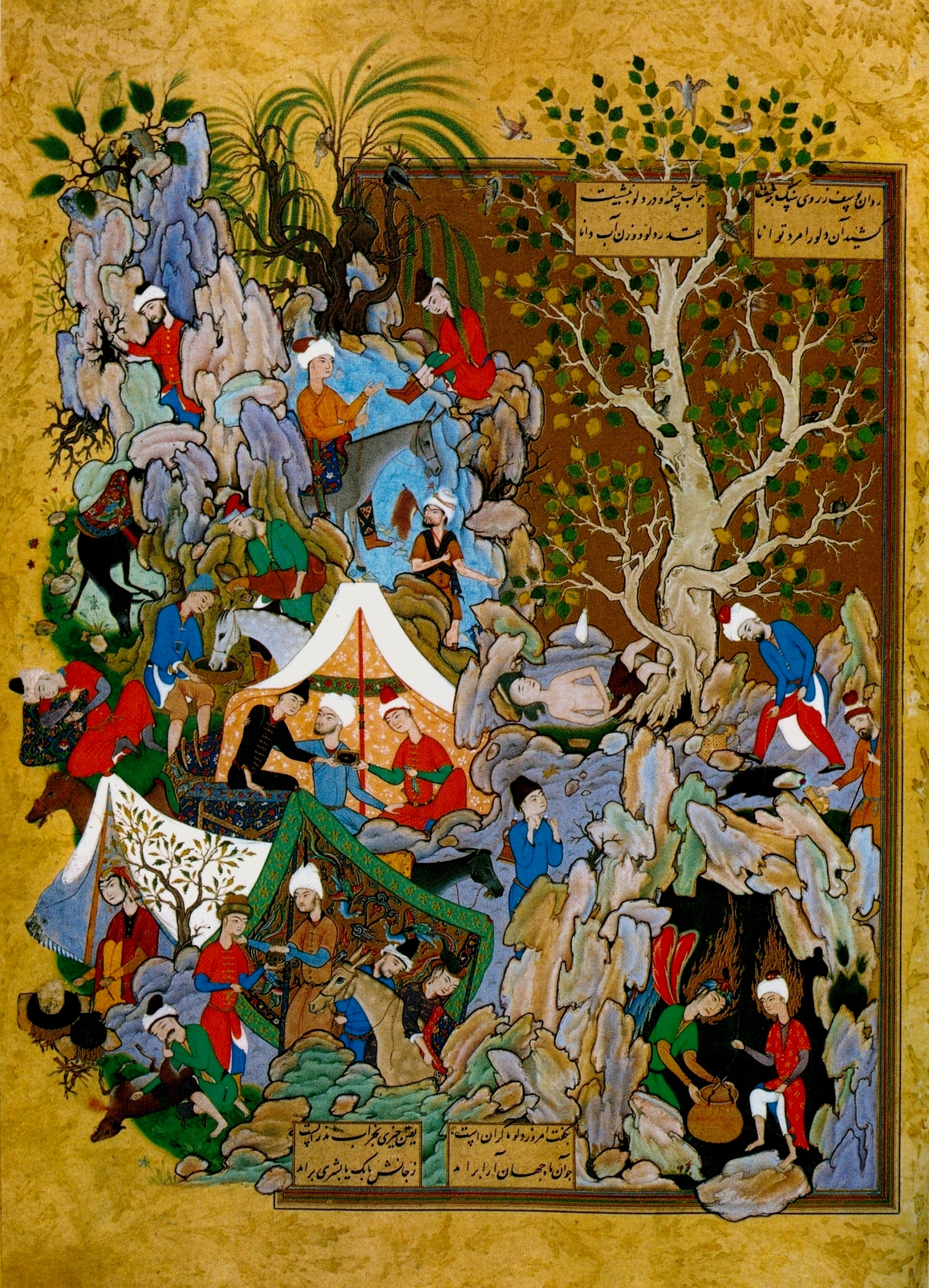